# اندرو استیونز
هرمن اندرو استیونز (انگلیسی: Herman Andrew Stephens؛ زادهٔ ۱۰ ژوئن ۱۹۵۵) کارگردان، هنرپیشه، تهیه‌کننده و فیلم‌نامه‌نویس اهل ایالات متحده آمریکا است.

## بخشی از فیلمشناسی
- آیین (۲۰۲۵) تهیه‌کننده
- تعقیب (۲۰۲۲) تهیه‌کننده
- مبلغ (۲۰۰۷) – تهیه‌کننده و هنرپیشه
- انفجار (۲۰۰۶) تهیه‌کننده
- مارکسمن (۲۰۰۵) تهیه‌کننده
- ۷ ثانیه (۲۰۰۵) تهیه‌کننده
- نظر کرده (۲۰۰۴) تهیه‌کننده
- زیگ زاگ (۲۰۰۲) تهیه‌کننده
- تیرانداز (۱۹۹۷) تهیه‌کننده
- شامپو (۱۹۷۵) - هنرپیشه